# Khanzir
Khanzir (en árabe: خنزير‎) es la palabra árabe para cerdo, y también se usa en algunos otros idiomas a través de préstamos. También es el nombre que se le da a un famoso cerdo chino exhibido en el zoológico de Kabul en Kabul, Afganistán. El animal alcanzó la fama como el único cerdo en Afganistán, un país predominantemente islámico donde no se practica la venta de carne de cerdo. Como resultado, Afganistán no tiene granjas de cerdos.
Khanzir, un cerdo macho, fue entregado al zoológico de Kabul por la República Popular China en 2002. Había sido uno de los dos, pero su compañera murió posteriormente.
Su condición de " el cerdo solitario de Afganistán" atrajo la atención internacional en mayo de 2009, cuando fue puesto en cuarentena. La medida se produjo en respuesta a las preocupaciones de los visitantes en el momento del brote mundial de la pandemia de gripe de influenza A (H1N1) ("gripe porcina"). Aziz Gul Saqib, director del zoológico de Kabul, explicó que Khanzir era de hecho "fuerte y saludable", y señaló que "la única razón por la que lo trasladamos fue porque los afganos no tienen mucho conocimiento sobre la gripe porcina, por lo que cuando ven un cerdo, se preocupan y piensan que se van a enfermar". Fue liberado de la cuarentena dos meses después.